# Blood Countess 2
Pour plus de détails, voir Fiche technique et Distribution.
Blood Countess 2 (littéralement : La comtesse de sang 2) est un film érotique tchèque de 2008 réalisé par Lloyd A. Simandl.
Blood Countess 2 est la préquelle de Blood Countess.

## Synopsis
Le film relate la jeunesse de la comtesse Báthory, à l'époque où elle était une jeune fille vivant auprès de sa tante Klara. C'est là qu'elle va découvrir les plaisirs maléfiques.

## Fiche technique
- Titre : Blood Countess 2: The Mayhem Begins / Bound Heat: Blood Countess 2
- Réalisation : Lloyd A. Simandl
- Scénario : Lloyd A. Simandl, Chris Hyde (crédité comme Christopher Hyde)
- Montage : Daniela Kay (créditée comme Daniella Kay)
- Producteur : Lloyd A. Simandl, Anne Wallace
- Production : North American Pictures
- Musique :
- Pays :  République tchèque
- Langue : anglais
- Lieux de tournage : North American Pictures Studios, Barrandov Studios, Prague, République tchèque
- Genre : Drame, horreur, érotico-saphique
- Durée : 86 minutes (1 h 26)
- Date de sortie : 3 novembre 2008

## Distribution
- Kristina Uhrinova : comtesse Élisabeth Báthory
- Nikita Valentin : Klara Báthory (créditée comme Gabriela Luzova)
- Dalibor Boubin : Frère Marko
- Vendula Bednarova : la première fille de Klara
- Katerina Vackova : la deuxième fille de Klara
- Michaela Krocakova : la troisième fille de Klara
- Laura Crystal : la fille du village (créditée comme Sona Müllerova)
- Lisa Novakova : la nouvelle fille
- Vladimira Pitelova : la jeune fille kidnappée #1
- Marie Veckova : la jeune fille kidnappée #2
- Nada Vinecká : la jeune fille kidnappée #3
- Radek Wesley : Père
- Miriam Cízková : Mère
- Dana Koppová : la sage-femme #1 (créditée comme Daniela Koppova)
- Ludmila Hoppová : la sage-femme #2 (créditée comme Ludmila Hoppova)